# Протеинкиназа C тип дзета
Протеинкиназа C тип дзета (сокр. PRCζ), также известная как PRKCZ — белок человека, который кодируется геном PRKCZ. Ген PRKCZ кодирует по меньшей мере два альтернативных транскрипта: полноразмерный PKCζ и укороченный на N-конце форму PKMζ. Считается, что PKMζ отвечает за сохранение долговременных воспоминаний в мозге. Важность PKCζ в создании и поддержании долговременной потенциации была впервые описана Тоддом Сактором и его коллегами из Государственного университета Нью-Йорка в Бруклине в 1993 году.
Длина полипептидной цепи белка составляет 592 аминокислотных остатков, а молекулярная масса — 67660 Да.

## Структура
РКС-ζ имеет N-концевой регуляторный домен, за которым следуют шарнирная область и С-концевой каталитический домен. Вторичные мессенджеры стимулируют PKC, связываясь с регуляторным доменом, перемещая фермент из цитозоля в мембрану и вызывая конформационные изменения, которые устраняют аутоингибирование  каталитической активности протеинкиназы PKC. PKM-ζ, специфичная для мозга изоформа PKC-ζ, полученная из альтернативного транскрипта, лишена регуляторной области полноразмерной PKC-ζ и поэтому является конститутивно активной.
PKMζ является независимым каталитическим доменом PKCζ и, не имея аутоингибирующего регуляторного домена полноразмерной PKCζ, является конститутивно и постоянно активным, без необходимости молекул вторичного посредника. Первоначально считалось, что он является продуктом расщепления полноразмерной PKCζ, атипичной изоформы протеинкиназы C (PKC). Как и другие изоформы PKC, PKCζ представляет собой серин/треонинкиназу, которая переносит фосфатные группы к соответствующим аминокислотным остаткам целевых белков (реакция фосфорилирования). Реакция фосфорилирования данной протеинкиназой является нетипичной , так как в отличие от других изоформ PKC, PKCζ не требуется, ионов кальция (Ca2+) или диацилглицерина (DAG), чтобы стать активной, но она скорее полагается на другого вторичного мессенджера, предположительно генерируемого фосфоинозитид-3-киназным путём. В настоящее время известно, что PKMζ не является результатом расщепления полноразмерных PKCζ, а скорее, в мозге млекопитающих, транслируется из его собственной , так называемой мозг-специфической мРНК, которая транскрибируется внутренним промотором гена PKCζ. В переднем мозге, промотор для полноразмерной PKCζ в основном неактивен, и поэтому PKMζ является доминирующей ζ-формой в переднем мозге и единственной PKM, которая транслируется из её собственной мРНК.

## Функции

### PKCζ
Атипичные изоформы PKC (aPKC) [ζ-дзета (данный фермент), а также λ/ι (лямбда/йота)] играют важную роль в транспорте глюкозы, стимулированный инсулином. Человеческие адипоциты содержат PKC-ζ, а не PKC-λ/ι, в качестве основных атипичных изоформ (aPKC). Ингибирование фермента PKCζ ингибирует стимулированный инсулином транспорт глюкозы, тогда как активация PKCζ усиливает проникновение глюкозы в клетки.

### PKMζ
PKMζ считается ответственным за поддержание поздней фазы долговременной потенциации (англ. Long-term potentiation, сокр. LTP). Долговременная потенциация является одним из основных клеточных механизмов, который, как считается, лежит в основе обучения и памяти. Данная теория возникла из наблюдения, при котором, перфузированная PKMζ в постсинаптические нейроны, вызывает синаптическое потенцирование, и селективные ингибиторы PKMζ-подобного дзета-ингибирующего пептида (ZIP), при применении ванны через час после тетанизации, ингибируют позднюю фазу или поддержание LTP. Таким образом, PKMζ является необходимым и достаточным для поддержания LTP. Последующая работа показала, что ингибирование PKMζ обратило вспять поддержание LTP при применении до 5 часов после того, как LTP был индуцирован в срезах гиппокампа, и после 22 часов in vivo. Ингибирование PKMζ в поведении животных стирает пространственные долговременные воспоминания в гиппокампе, которые были до одного месяца, не влияя на пространственные кратковременные воспоминания, и стирает долговременные воспоминания для формирования страха и подавления избегания в базолатеральной миндалине. Когда ZIP вводили в сенсомоторную часть коры больших полушарий крыс, он стирал мышечную память, используемую для выполнения задач даже после нескольких недель тренировок. В неокортексе, который считается местом хранения большинства долговременных воспоминаний, ингибирование PKMζ стирает ассоциативные воспоминания для обусловленного отвращения вкуса в островковой коре, вплоть до 3 месяцев после тренировки. Этот белок, по-видимому, также участвует через прилежащее ядро в консолидации и повторной консолидации памяти, связанной с наркоманией. Таким образом, PKMζ — первая молекула, являющаяся компонентом механизма хранения долговременной памяти. Хотя результаты, полученные на PKMζ/PKMζ-нулевых мышах, показывают, что LTP и память в значительной степени совпадают с мышами дикого типа, было показано, что нормальная функция PKMζ в LTP и долговременном хранении в памяти компенсируется другими атипичными изоформами PKC, нокаутными PKCι/λ.
Изменения в PKMζ могут быть связаны с нейродегенерацией, происходящей при болезни Альцгеймера.

## Модельные организмы
Модельные организмы были использованы при изучении функции PRKCZ. Условно-нокаутная линия мышей, называемая Prkcztm1a(EUCOMM)Wtsi, была создана в рамках программы Международного консорциума мышей-нокаутов — проекта по высокопроизводительному мутагенезу, направленного на создание и распространение моделей заболеваний среди животных, проводимые заинтересованными учёными.
Самцов и самок животных подвергали стандартизированному фенотипическому скринингу для определения эффектов делеции. Двадцать пять тестов были проведены на мутантных мышах, в результате которых обнаружены три значительных отклонения. Гомозиготные мутанты имели сосочек Бергмейстера, в то время как оба пола имели нетипичную химический состав плазмы и аномальную морфологию меланоцитов.

## Ингибиторы
Ингибаорами PKCζ являются 1,3,5-тризамещенные пиразолины.

## Взаимодействия
PRKCZ взаимодействует с:
- AKT3,[27]
- C-Raf,[28]
- C1QBP,[29]
- CENTA1,[30]
- FEZ1,[31]
- FEZ2,[32]
- MAP2K5,[33]
- NFATC2,[34]
- PARD6A,[35][36][37]
- PARD6B,[37]
- PAWR,[38]
- PDPK1,[39][40][41][42]
- RELA,[43]
- Src,[44]
- WWC1,[45]
- YWHAB,[28] и
- YWHAQ,[28]
- YWHAZ.[28][30]